# Paul Fildes
Paul Gordon Fildes OBE, FRS (10 de fevereiro de 1882 — 5 de fevereiro de 1971) foi um patologista e microbiologista britânico.
Trabalhou em Porton Down durante a Segunda Guerra Mundial.